# Agenzia dell'Unione europea per l'asilo
L'Agenzia dell'Unione europea per l'asilo (EUAA) è un'agenzia dell'Unione europea con sede a La Valletta (Malta). A partire dal 19 gennaio 2022 ha sostituito l'Ufficio europeo di sostegno per l'asilo (EASO).

## Storia
L'Ufficio europeo di sostegno per l'asilo (EASO) è stato creato dal regolamento 439/2010 del 19 maggio 2010 come ente indipendente e specializzato; è diventato pienamente operativo dalla metà del 2011.
Nel corso del 2021 è stato raggiunto un accordo tra Parlamento europeo e Consiglio sulla proposta della Commissione europea per il rafforzamento dell'agenzia che ha portato all'adozione del nuovo regolamento 2021/2303 del 15 dicembre 2021, sostitutivo del precedente.

## Obiettivi dell'Agenzia
Lo scopo dell'agenzia è triplice:
- contribuire a garantire l’applicazione efficace ed uniforme, negli Stati membri, della legislazione dell’Unione in materia d’asilo rispettando pienamente i diritti fondamentali;
- facilitare e sostenere le attività degli Stati membri nell’attuazione del sistema europeo comune di asilo (CEAS), anche facendo sì che le valutazioni delle domande di protezione internazionale nell’Unione siano convergenti e coordinando e rafforzando la cooperazione pratica e lo scambio di informazioni;
- supportare gli Stati membri sottoposti ad una particolare pressione, anche prestando assistenza operativa e tecnica.

## Attività dell'Agenzia
L'Unione europea sta creando un Sistema comune europeo per l'asilo con l'intento di assicurare che i singoli casi di asilo siano trattati in maniera coerente nei diversi Stati membri.
L'EASO attuava un approccio bottom-up per fornire supporto pratico agli Stati membri. Grazie alla sua funzione di sostegno l'EASO assisteva gli Stati membri nel realizzare i propri obblighi europei ed internazionali in materia di asilo.
Oltre alle precedenti funzioni dell'EASO, il nuovo mandato dell'EUAA:
- consente il rapido dispiegamento dell'assistenza operativa agli Stati membri, reagendo così più rapidamente alle esigenze degli Stati membri;
- istituisce una riserva permanente di 500 funzionari degli Stati membri a disposizione dell'agenzia;
- istituisce un più ampio programma di formazione in materia di asilo per i funzionari nazionali, con l'obiettivo di trasformarsi nell'organismo di accreditamento dell'UE per i funzionari della protezione internazionale;
- consente la produzione di guide, raccomandazioni, strumenti e analisi più pratici che supportano il lavoro delle autorità nazionali in materia di asilo e accoglienza;
- istituisce un funzionario indipendente per i diritti fondamentali per garantire che i diritti dei richiedenti asilo siano sempre tutelati;
- attribuisce un ruolo rafforzato alle organizzazioni della società civile attraverso un forum consultivo dell'agenzia più indipendente;
- istituisce ufficiali di collegamento dell'EUAA negli Stati membri, nonché la possibilità di farlo in paesi terzi;
- rafforza il lavoro dell'agenzia con i paesi terzi per sostenere lo sviluppo delle capacità in materia di asilo e accoglienza in linea con gli standard internazionali;
- istituisce un meccanismo di reclamo per garantire il ricorso a chiunque ritenga che i propri diritti fondamentali siano stati violati;
- consente i preparativi per l'istituzione di un meccanismo di monitoraggio nei prossimi anni.

Il meccanismo di monitoraggio, che entrerà in vigore in parte alla fine del 2023, e in parte una volta approvate le varie altre proposte legislative del CEAS, consentirà all'EUAA di monitorare l'applicazione operativa e tecnica degli obblighi giuridici dell'UE. Ciò aiuterà gli Stati membri a identificare potenziali errori nelle loro procedure di asilo in modo costruttivo e, in definitiva, contribuirà a un sistema di asilo dell'UE più armonizzato.

## Organizzazione dell'Agenzia
L'autorità di pianificazione e controllo dell'Agenzia è il Consiglio d'Amministrazione, composto da rappresentanti degli Stati membri dell'Unione europea, della Commissione europea e dell'Alto commissariato delle Nazioni Unite per i rifugiati (UNHCR).
Il direttore esecutivo è nominato dal Consiglio d'Amministrazione ed è responsabile della gestione ordinaria dell'agenzia.
L'attuale direttore esecutivo è la slovena Nina Gregori.